# Julius Heinrich Petermann
Pour les articles homonymes, voir Petermann.
Julius Heinrich Petermann (né le 12 août 1801 à Glauchau et mort le 10 juin 1876 à Bad Nauheim) était un orientaliste allemand.

## Biographie
Après une thèse sur le Targoum des Prophètes, il enseigna à l'Université Humboldt de Berlin. Il effectua un long voyage en Orient et fut consul de la Confédération de l'Allemagne du Nord à Jérusalem.
Après avoir appris l'arménien au monastère San Lazzaro degli Armeni à Venise, il réalisa une traduction en latin du manuscrit arménien de la Chronique d'Eusèbe de Césarée.

## Œuvres
- Grammatica linguae armenicae , Berlin 1837
- De Ostikanis, Arabicis Armeniae gubernatoribus , Berlin 1840
- Contributions to a history of the latest reforms of the Ottoman Empire, German and Turkish (with Ramiz Efendi), Berlin 1842
- Epistola ad Philemonem speciminis loco ad fidem versionum Orientalium veterum , Berlin 1844
- Pater Ignatii Patris Apostolici quae feruntur Epistolae , Leipzig 1849
- Pistis Sophia: opus gnosticum (1851)
- Contributions to the history of the Crusades from Armenian sources, Berlin 1860
- Journeys in the Orient first edition. 2 vols. Leipzig, 1860 and 1861
- Journeys in the Orient, 2nd edition, Leipzig 1865
- Thesaurus sive liber magnus liber vulgo Adami appellatus, 2 parts, Leipzig, 1867 (Syriaque et Latin)
- Attempt at a Hebraic morphology based on the Speech of Present-day Samaritans 1868
- Pentateuchus Samaritanus, 5 vols. Berlin, 1872–91.
- Porta linguarum Orientalium (Editor) Vol. 1–4, 6, Berlin 
  - Brevis linguae hebraicae 1864
  - Brevis linguae arabicae 1867
  - Brevis linguae armenicae 1872
  - Brevis linguae chaldaicae 1872